# Vlag van De Blesse

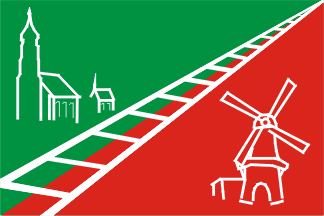
Vlag van De Blesse

De vlag van De Blesse is de dorpsvlag van het Nederlandse dorp De Blesse, in de Friese gemeente Weststellingwerf. De vlag is linksgeschuind van groen en rood, Op de vlag is een witte spoorlijn te zien welke uitloopt naar de rechterbovenhoek van de vlag. De Blesse ligt aan het spoor van het traject Leeuwarden – Zwolle. Links bovenin, op het groene veld, is een witte kerk te opgenomen. Deze verwijst naar de kerk van het tweelingdorpje Peperga. De molen rechtsonder verwijst naar de korenmolen genaamd De Mars in De Blesse.